# Planaltotapaculo
De Planaltotapaculo (Scytalopus pachecoi) is een zangvogel uit de familie Rhinocryptidae (tapaculo's).

## Verspreiding en leefgebied
Deze soort komt voor in zuidelijk Brazilië en noordoostelijk Argentinië.

## Status
De grootte van de populatie is niet gekwantificeerd. Er wordt aangenomen dat de soort niet in aantal achteruitgaat. Op de Rode lijst van de IUCN heeft deze soort de status niet bedreigd.